# Balyakinit
Balyakinit (IMA-Symbol  Byk) ist ein sehr selten vorkommendes Mineral aus der Mineralklasse der „Oxide und Hydroxide“ mit der chemischen Zusammensetzung CuTe4+O3 und damit chemisch gesehen Kupfer-Tellurit. Aufgrund ihrer chemischen Verwandtschaft mit den Oxiden werden die Tellurite in dieselbe Klasse eingeordnet.
Balyakinit kristallisiert im orthorhombischen Kristallsystem und konnte bisher nur in Form winziger, kurzprismatischer Kristalle und Kristallgruppen bis etwa 0,5 mm sowie körniger Mineral-Aggregate gefunden werden. Die graugrünen bis bläulichgrünen Kristalle sind durchscheinend und hinterlassen auf der Strichtafel einen hellbläulichgrünen Strich. Die Art des Glanzes auf den Kristalloberflächen wurde bisher nicht definiert.

## Etymologie und Geschichte
Erstmals entdeckt wurde Balyakinit in Mineralproben aus der Gold-Silber-Tellurit-Lagerstätte Aginsk (auch Aginskoe oder Aginskoye; russisch Агинское) im Bergbau-Distrikt Zentral-Kamtschatka im Föderationskreis Ferner Osten und der Gold-Lagerstätte Pionerskoye im Sajangebirge in der autonomen Republik Tuwa im Föderationskreis Sibirien in Russland. Beide Fundstätten gelten daher als Typlokalität von Balyakinit.
Die Analyse und Erstbeschreibung des Minerals erfolgte 1980 durch E. M. Spiridonow (russisch: Э. М. Спиридонов), der es nach der ehemaligen Bildungsorganisatorin in der Geologischen Fakultät der Lomonossow-Universität Moskau (auch Staatliche Universität Moskau) Tat’yana Stepanovna Balyakina (russisch: Татьяна Степановна Балякина; 1906–1986) benannte.
Das Typmaterial des Minerals wird im Mineralogischen Museum der Russischen Akademie der Wissenschaften in Moskau unter der Katalog-Nr. 80669 aufbewahrt.

## Klassifikation
Da der Balyakinit erst 1980 als eigenständiges Mineral anerkannt wurde, ist er in der seit 1977 veralteten 8. Auflage der Mineralsystematik nach Strunz noch nicht verzeichnet. Einzig im Lapis-Mineralienverzeichnis nach Stefan Weiß, das sich aus Rücksicht auf private Sammler und institutionelle Sammlungen noch nach dieser alten Form der Systematik von Karl Hugo Strunz richtet, erhielt das Mineral die System- und Mineral-Nr. IV/K.06-05. In der „Lapis-Systematik“ entspricht dies der Klasse der „Oxide und Hydroxide“ und dort der Abteilung „Sulfite, Selenite und Tellurite“, wobei in den Gruppen IV/K.01 bis 10 die Sulfite, Selenite und Tellurite mit den Baugruppen [XO3]2− und Verwandte eingeordnet sind. Balyakinit bildet hier zusammen mit Chalkomenit, Graemit, Juabit und Teineit eine eigenständige, aber unbenannte Gruppe bildet (Stand 2018).
Die seit 2001 gültige und von der International Mineralogical Association (IMA) bis 2009 aktualisierte 9. Auflage der Strunz’schen Mineralsystematik ordnet den Balyakinit in die erweiterte Abteilung der „Arsenite, Antimonite, Bismutite, Sulfite, Selenite, Tellurite; Iodate“ ein. Diese ist weiter unterteilt nach der genauen Stoffgruppe sowie der möglichen Anwesenheit zusätzlicher Anionen und Kristallwasser, so dass das Mineral entsprechend seiner Zusammensetzung in der Unterabteilung „Tellurite ohne zusätzliche Anionen; ohne H2O“ zu finden ist, wo es als einziges Mitglied die unbenannte Gruppe 4.JK.15 bildet.
Auch die vorwiegend im englischen Sprachraum gebräuchliche Systematik der Minerale nach Dana ordnet den Balyakinit dagegen in die Klasse der „Sulfate, Chromate und Molybdate“ und dort in die Abteilung der „Selenite, Tellurite und Sulfite“ ein. Hier ist er als einziges Mitglied in der unbenannten Gruppe 34.01.03 innerhalb der Unterabteilung „Selenite – Tellurite – Sulfite mit A2+XO3“ zu finden.

## Chemismus
Der idealen (theoretischen) Zusammensetzung von Balyakinit (Cu2+Te4+O3) zufolge besteht das Mineral aus Kupfer (Cu), Tellur (Te) und Sauerstoff (O) mit einem Massenanteil (Gewichts-%) von 26,57 Gew.-% Cu, 53,36 Gew.-% Te und 20,07 Gew.-% O oder in der Oxidform 33,26 Gew.-% CuO und 66,74 Gew.-% TeO2.
Insgesamt drei Mikrosondenanalysen bei natürlichen Balyakinitproben ergaben dagegen eine leicht abweichende Zusammensetzung von 26,7 ± 0,3 Gew.-% Cu, 54,0 ± 0,9 Gew.-% Te und 19,5 ± 0,4 Gew.-% O sowie zusätzlich geringe Gehalte von 0,94 ± 0,17 Gew.-% Antimon (Sb), 0,58 ± 0,09 Gew.-% Blei (Pb), 0,24 ± 0,06 Gew.-% Silber (Ag) und Fremdbeimengungen von 0,06 ± 0,03 Gew.-% Eisen (Fe) und 0,02 ± 0,01 Gew.-% Selen (Se). Dies korrespondiert mit der empirischen Formel (Cu1,01Ag0,07Pb0,01)(Te1,02Sb0,02)O2,93, die zu CuTeO3 idealisiert wurde.
Durch Aufnahme von Kristallwasser wandelt sich Balyakinit in Teineit (Cu2+Te4+O3·2H2O) um.

## Kristallstruktur
Balyakinit kristallisiert orthorhombisch in der Raumgruppe Pmcn (Raumgruppen-Nr. 62, Stellung 5) mit den Gitterparametern a = 7,60 Å; b = 5,83 Å und c = 12,69 Å sowie 8 Formeleinheiten pro Elementarzelle.
Die Kristallstruktur von Balyakinit besteht aus trigonalen TeO3-Pyramiden und TeO3+1-Polyedern, die über eine gemeinsam genutzte (Sauerstoff-)Ecke zu Te2O6-Gruppen verbunden sind. Diese Gruppen sind wiederum über gemeinsame Ecken mit trigonalen CuO4+1-Dipyramiden zu einem Gerüst verbunden.
| Kristallstruktur von Balyakinit |
| - mit Blickrichtung parallel zur a-Achse - mit Blickrichtung parallel zur b-Achse - mit Blickrichtung parallel zur c-Achse - räumliche Darstellung in der kristallographischen Standardausrichtung |
| Farbtabelle: _ Cu 0 _ Te 0 _ O |

## Bildung und Fundorte
Balyakinit bildet sich in dünnen Äderchen in der Oxidationszone als Umwandlungsprodukt aus primären Cu-Te-Sulfiden. Als Begleitminerale können neben dem Verwitterungsprodukt Teineit unter anderem noch Bilibinskit, Bogdanovit, Chalkopyrit, Tellurit, Tetraedrit und Quarz auftreten.
Außer an seinen Typlokalitäten Aginsk auf der Halbinsel Kamtschatka und Pionerskoye im Sajangebirge fand sich das Mineral in Russland noch in der ebenfalls auf Kamtschatka liegenden Gold-Lagerstätte Ozernovskoe. Der bisher einzige weitere bekannte Fundort (Stand 2020) ist eine Kupfer-Tellur-Mineralisation bei Salmchâteau nahe der Gemeinde Vielsalm in der belgischen Provinz Luxemburg.